# `Amr ibn `Abd al-Wudd

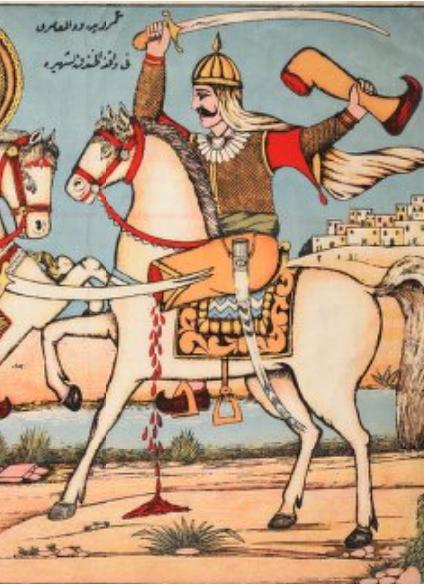
Détail d'un tableau représentant Amr ibn Abd Wudd pendant la bataille de la Tranchée

Amr ibn Abd Wudd (Arabe : عَمْرُو بْنُ عَبْدِ وُدّ) était un guerrier et l’un des hommes forts de la tribu de Quraish. Il est surtout connu pour son rôle au début de la bataille de la Tranchée (al-Khandaq) au cours de laquelle il fut tué en duel par Ali ibn Abi Talib.

## Bataille de la Tranchée (al-Khandaq)
À l’issue d’un siège que tenaient les polythéistes mecquois à l’encontre des Musulmans de Médine en 627 de notre ère, les vétérans de Quraysh se virent désemparés devant un fossé défensif, creusé par les Médinois aux abords de la ville –  tranchée qui donnera son nom au conflit « la Bataille de la Tranchée ». Un groupe de miliciens dirigé par 'Amr ibn 'Abd Wudd et Ikrimah ibn Abi Jahl parvint à franchir ce fossé par un passage moins excavé et abrupte que le reste de la tranchée, pour rejoindre une zone marécageuse près de la colline de Sala. 'Amr défia les Musulmans au moyen de différents appels au duel et propos provocateurs. Ali se porta volontaire pour l’affronter, mais le Prophète l’en défendit, Amr étant connu pour être aussi fort au combat que 1000 hommes. Amr réitéra ses appels aux Musulmans. Ali insista sur sa volonté de l’affronter, et le Prophète de l’en défendre à nouveau. Amr de renouveler une troisième fois ses appels au duel avec l’un des Médinois ; Ali d’insister une ultime fois, à la suite de laquelle le Prophète lui autorisa d’aller l’affronter. Ali se prit au défi avec détermination, mais Amr ne voulait pas se battre contre le jeune homme.
Le duel commença néanmoins. Devenu intense, ce duel perdit les deux combattants dans la poussière. Ali finit par prendre le dessus sur Amr, ce dernier terminant au sol, maintenu par la garde de Ali.
Finalement, les soldats des deux camps en présence entendirent des cris qui laissaient présager des coups décisifs, sans distinguer à qui revenait l’avantage. Du fond du nuages de poussière soulevée par le duel, un cri parvint aux oreilles : « Allahu Akbar ! (Allah est le plus grand par sa puissance et son mérite) ». C’était Ali ibn Abi Talib, ressortant vainqueur sur Amr ibn Abd al-Wudd. Les Coalisés – les polythéistes mecquois et leurs alliés israélites – furent contraints de se retirer dans un état de panique et de confusion . Bien que les Coalisés n'eussent perdu que trois hommes au cours de la rencontre, ils ne purent obtenir aucun avantage sur les Médinois quoi que ce soit d'important .